# Maro sibiricus
Maro sibiricus là một loài nhện trong họ Linyphiidae.
Loài này thuộc chi Maro. Maro sibiricus được Kirill Yuryevich Eskov miêu tả năm 1980.